# Абано (Карельский муниципалитет)
Абано — село в Карельском муниципалитете края Шида-Картли Грузии.

## История
Село расположено в долине реки Проне (устаревшее Фрони), является одним из древнейших населённых пунктов в центральной Картли. В районе села обнаружены городища периодов бронзового и железного века, а также феодальной эпохи, захоронения и руины крепости.
Первое упоминание Абано в исторических документах датируется XVI веком. В конце XVIII века в результате постоянных набегов северокавказцев Абано опустело, как и другие населённые пункты долины реки Прони. Через короткий промежуток времени эта местность была повторно заселена.

## Курорт
Название Абано связано с существованием на этом месте источников лечебной воды, которую жители этого региона применяли при лечении различных болезней с глубокой древности. Вахушти Багратиони в начале XVIII века писал о том, что в Абано есть источники тёплой воды, которая излечивает заболеваний дыхательных путей, а также от кожных болезней. В конце XIX века курорт был упомянут в энциклопедии Брокгауза и Эфрона. На начало XXI века Абано является известным Грузинским курортом с источниками природных лечебных вод. Он является одним из нескольких курортов, расположенных на равнине Шида Картли в муниципалитете Карели.